# Steffen Saebisch

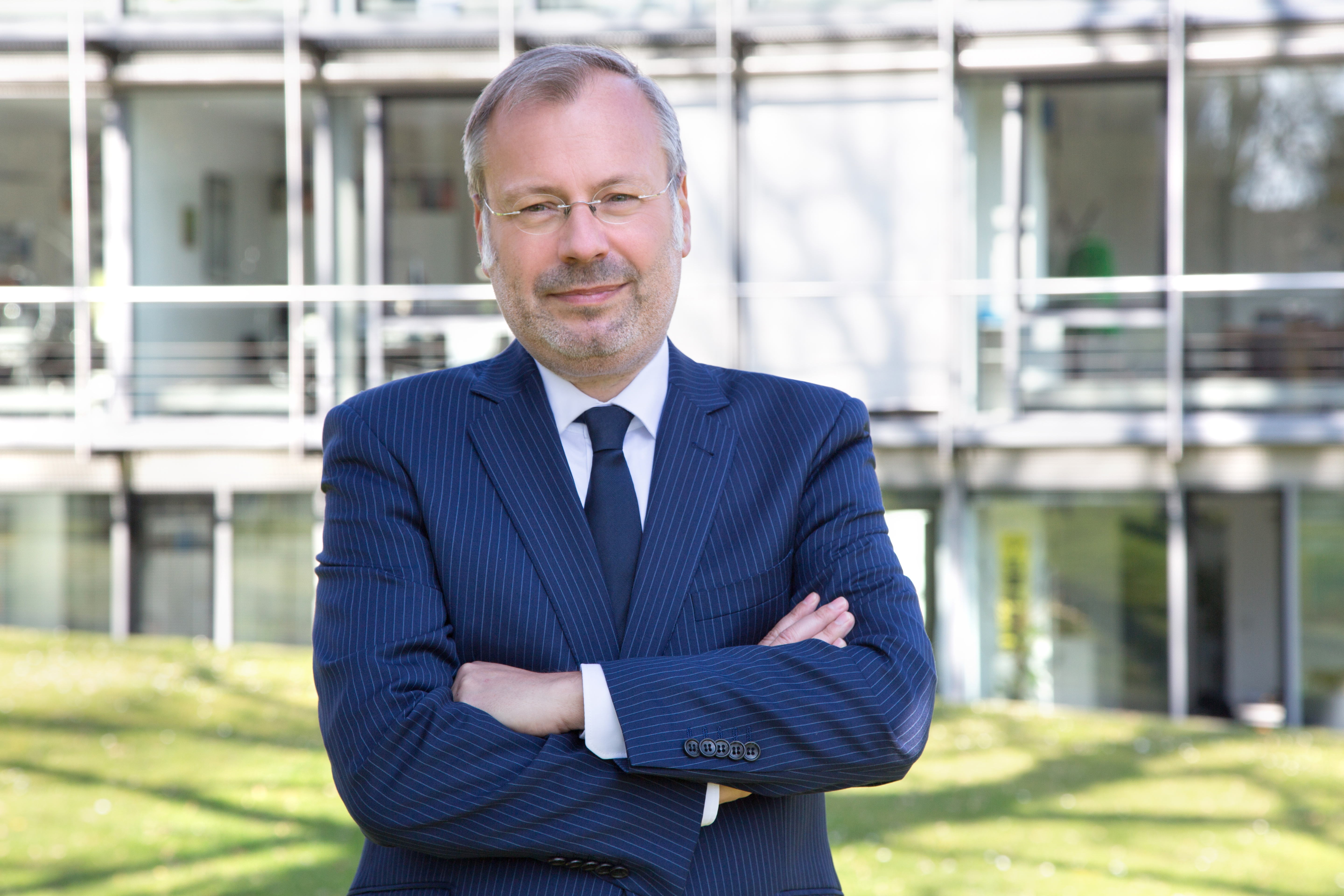
Steffen Saebisch (2016)

Steffen Saebisch (* 8. Oktober 1970 in Tübingen) ist ein deutscher Politiker (FDP). Er war von 2021 bis 2024 Staatssekretär im Bundesministerium der Finanzen.

## Leben und Beruf
Nach dem Abitur am Uhland-Gymnasium Tübingen im Jahr 1990 studierte Saebisch von 1992 bis 1998 Rechtswissenschaften an der Universität Hamburg mit Schwerpunkt Europa- und Medienrecht. Das erste Staatsexamen legte er 1998 ab, das zweite 2001.
Von 2001 bis 2009 arbeitete er als Rechtsanwalt in Berlin.
Der Vorstand der Friedrich-Naumann-Stiftung für die Freiheit bestimmte Saebisch am 26. September 2014 mit Wirkung zum 1. Oktober 2014 zum Hauptgeschäftsführer der Stiftung. Er blieb in diesem Amt bis zum Dezember 2021; ihm folgte Annett Witte nach. Seit 2024 ist er Mitglied im Kuratorium der Friedrich-Naumann-Stiftung für die Freiheit.
Steffen Saebisch ist verheiratet und hat zwei Kinder.

## Politik
Steffen Saebisch arbeitete von 1999 bis 2002 im Büro des FDP-Bundestagsabgeordneten Heinrich Leonhard Kolb. Von 2001 bis 2004 war er zunächst parlamentarischer Berater und dann Referent für Sozialpolitik im Arbeitskreis III der FDP-Bundestagsfraktion. Von 2004 bis 2008 war er Geschäftsführer der FDP-Fraktion im Abgeordnetenhaus von Berlin. Danach kehrte er für ein Jahr zur Bundestagsfraktion zurück, wo er den Planungsstab leitete. Am 2. März 2009 wurde Saebisch zum Staatssekretär im Hessischen Ministerium für Wirtschaft, Verkehr und Landesentwicklung ernannt. Zunächst arbeitete er unter Minister Dieter Posch, nach dessen altersbedingtem Rücktritt 2012 unter dessen Nachfolger Florian Rentsch. Mit dem Amtsantritt des Kabinetts Bouffier II im Januar 2014 schied er aus dem Amt. In seiner Funktion als Hauptgeschäftsführer der Friedrich-Naumann-Stiftung für die Freiheit war er auch beratendes Mitglied des FDP-Bundesvorstands.
Im Dezember 2021 wurde er unter Bundesminister Christian Lindner zum Staatssekretär im Bundesministerium der Finanzen ernannt. Gemeinsam mit dem Chef des Bundeskanzleramtes Bundesminister Wolfgang Schmidt und der Staatssekretärin im Bundesministerium für Wirtschaft und Klimaschutz Anja Hajduk war Saebisch einer der drei Regierungskoordinatoren der Ampelkoalition. Saebisch galt als wichtiger Akteur und Brückenbauer zwischen der FDP und den Koalitionspartnern SPD und Bündnis 90/Die Grünen.
Nach dem Bruch der Ampelkoalition in Deutschland 2024 und der Entlassung von Bundesfinanzminister Lindner wurde Saebisch einen Monat später am 11. Dezember 2024 vom Bundespräsidenten auf Antrag des neuen Finanzministers Jörg Kukies in den einstweiligen Ruhestand versetzt.